# Earthmover
Earthmover is het tweede soloalbum van de Amerikaanse funkdrummer Harvey Mason. Het werd in 1976 door Arista Records uitgebracht. Mason verzorgde zelf de muzikale productie en werd daarbij geholpen door Bob Wirtz en Kenny Mason. De muziek werd in juni 1976 opgenomen in de studio Kendun Recorders en vervolgens in juli 1976 gemixt in de Record Plant.

## Tracklist
| Nr. | Titel             | Schrijver(s)               | Duur |
| --- | ----------------- | -------------------------- | ---- |
| 1.  | K.Y. and the Curb | Harvey Mason, Jerry Peters | 4:56 |
| 2.  | Sho Nuff Groove   | Mason, Louis Johnson       | 3:56 |
| 3.  | The Mase          | Mason                      | 4:10 |
| 4.  | Sweet Mercy       | Mason, Peters              | 5:49 |

| Nr. | Titel                          | Schrijver(s)      | Duur |
| --- | ------------------------------ | ----------------- | ---- |
| 1.  | Earthmover Prelude             | Mason             | 0:57 |
| 2.  | Bertha Baptist                 | Stafford James    | 5:43 |
| 3.  | First Summer                   | Bob Wilson, Mason | 6:10 |
| 4.  | No Lands Man                   | Jan Hammer        | 4:22 |
| 5.  | When I'm with You (liveversie) | Kenny Mason       | 4:25 |

## Musici

### Kant A
"K.Y. and the Curb"
- Greg Phillinganes - elektrische piano
- Keith Hatchel - basgitaar
- Paul Smith - akoestische piano, orgel
- Lee Ritenour - gitaar
- Michael McGloiry - gitaar
- Harvey Mason - zang
- Jerry Hey - zang
- Kenny Mason - zang
- Seawind Horns - blaasinstrumenten
- Bruce Fowler - trombone
- Sally Mason - trombone
- Kenny Mason - trompet
- David Campbell, Thomas Buffum - altviool
- Arthur Royval, Haim Shtrum, Jay Rosen en Charles Veal - viool
- Dennis Karmazyn - cello

"Sho Nuff Groove"
- Harvey Mason - zang
- Greg Phillinganes - piano
- Seawind Horns - blaasinstrumenten
- Louis Johnson - basgitaar, achtergrondzang
- Bruce Fowler - trombone
- Merry Clayton - achtergrondzang

"The Mase"
- Harvey Jay "Hoppy" Mason - strings
- Greg Phillinganes - elektrische piano
- Keith Hatchel - basgitaar
- Paul Smith - akoestische piano, orgel
- Michael McGloiry - gitaar
- Ray Parker - gitaar
- Ian Underwood - synthesizer
- Jerry Peters - synthesizer
- Kenny Mason - synthesizer
- Seawind Horns - blaasinstrumenten
- Bruce Fowler - trombone
- Sally Mason - trombone
- Kenny Mason - trompet

"Sweet Mercy"
- Greg Phillinganes - elektrische piano
- Keith Hatchel - basgitaar
- Paul Smith - akoestische piano, orgel
- Michael McGloiry - gitaar
- Ernie Watts - tenor- en altsaxofoon
- Harvey Mason - achtergrondzang
- Jerry Peters - achtergrondzang, piano
- Merry Clayton - achtergrondzang
- David Campbell, Thomas Buffum - altviool
- Arthur Royval, Haim Shtrum, Jay Rosen en Charles Veal - viool
- Dennis Karmazyn - cello

### Kant B
"Earthmover Prelude"
- Harvey Mason - timpani, percussie
- Ian Underwood - synthesizer
- Patrice Rushen - piano
- Kenny Wild - basgitaar
- David Campbell, Thomas Buffum - altviool
- Arthur Royval, Haim Shtrum, Jay Rosen en Charles Veal - viool
- Dennis Karmazyn - cello

"Bertha Baptist"
- Anthony Jackson - basgitaar
- Lee Ritenour - elektrische gitaar
- Patrice Rushen - elektrische en akoestische piano
- Bruce Fowler - trombone
- Seawind Horns - blaasinstrumenten

"First Summer"
- Harvey Mason - vibrafoon, timpani, percussie
- Anthony Jackson - basgitaar
- Larry Williams - piano
- Bruce Fowler - trombone
- Sally Mason - trombone
- Seawind Horns - blaasinstrumenten
- Kenny Mason - trompet

"No Lands Man"
- Jan Hammer - Mini Moog
- Anthony Jackson - basgitaar
- Harvey Mason - drums

"When I'm with You"
- Greg Phillinganes - elektrische piano
- James Jamerson - basgitaar
- Mike Simbello - gitaar
- Ray Parker - gitaar
- Seawind Horns - blaasinstrumenten
- Bruce Fowler - trombone
- Sally Mason - trombone
- Kenny Mason - trompet